# Mama Quilla
Mama Quilla, Mama Killa, Mama Kilja (kecz. Matka Księżyc, zwana również Złotą Matką) – inkaska bogini księżyca, córka boga stwórcy Wirakoczy i bogini morza, Mamy Cochy, siostra i małżonka najwyższego w inkaskim panteonie boga słońca Intiego, czczona jako dysk księżycowy z kobiecą twarzą. Zgodnie z legendą matka pierwszego króla inkaskiego Manco Capaca i jego żony-siostry, Mamy Ocllo (czczonej jako bogini płodności). Po włączeniu do panteonu inkaskiego boga ludu Huari, Pachę Kamaqa (utożsamianego z Wirakoczą) czczona jako jego matka. Zgodnie z legendą łzami Mamy Qulli, które spadło na ziemię jest srebro. Ziemską reprezentantką bogini była coya, królowa i pierwsza małżonka Syna Słońca, władcy Inków. Centralnym miejscem kultu Mamy Quilli była jej świątynia w kompleksie Coricanchy w Cuzco, gdzie znajdowała się nekropolia królowych inkaskich (po śmierci mumifikowanych i składanych na srebrnych tronach w sanktuarium bogini). Ku czci bogini Mamy Quilli obchodzi się we wrześniu wielkie święto Quya Raymi (kecz. Święto Królowej).